# アンチ浜
アンチ浜は、沖縄県国頭郡本部町瀬底島にある海水浴場である。

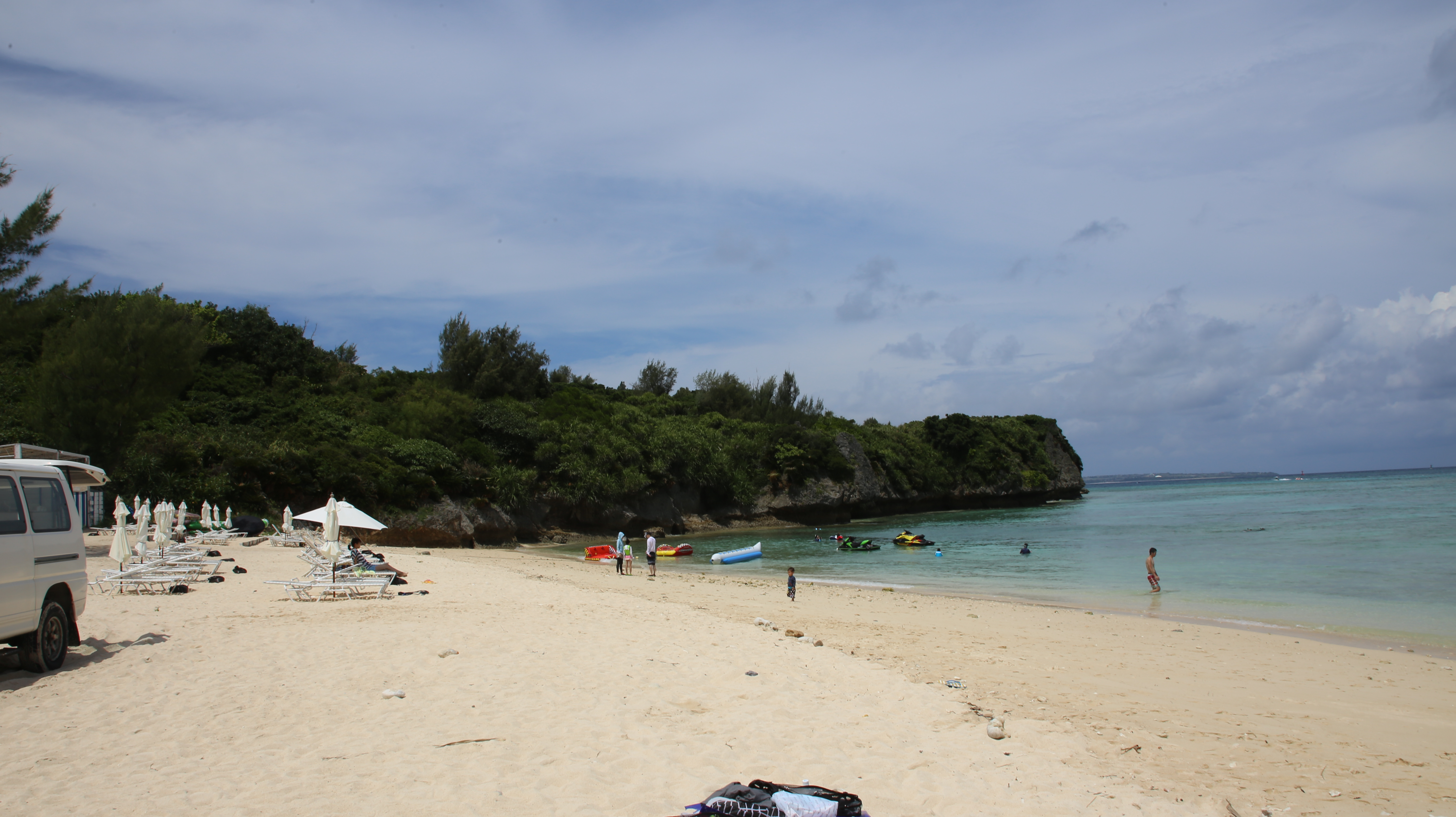
アンチ浜の左側の写真

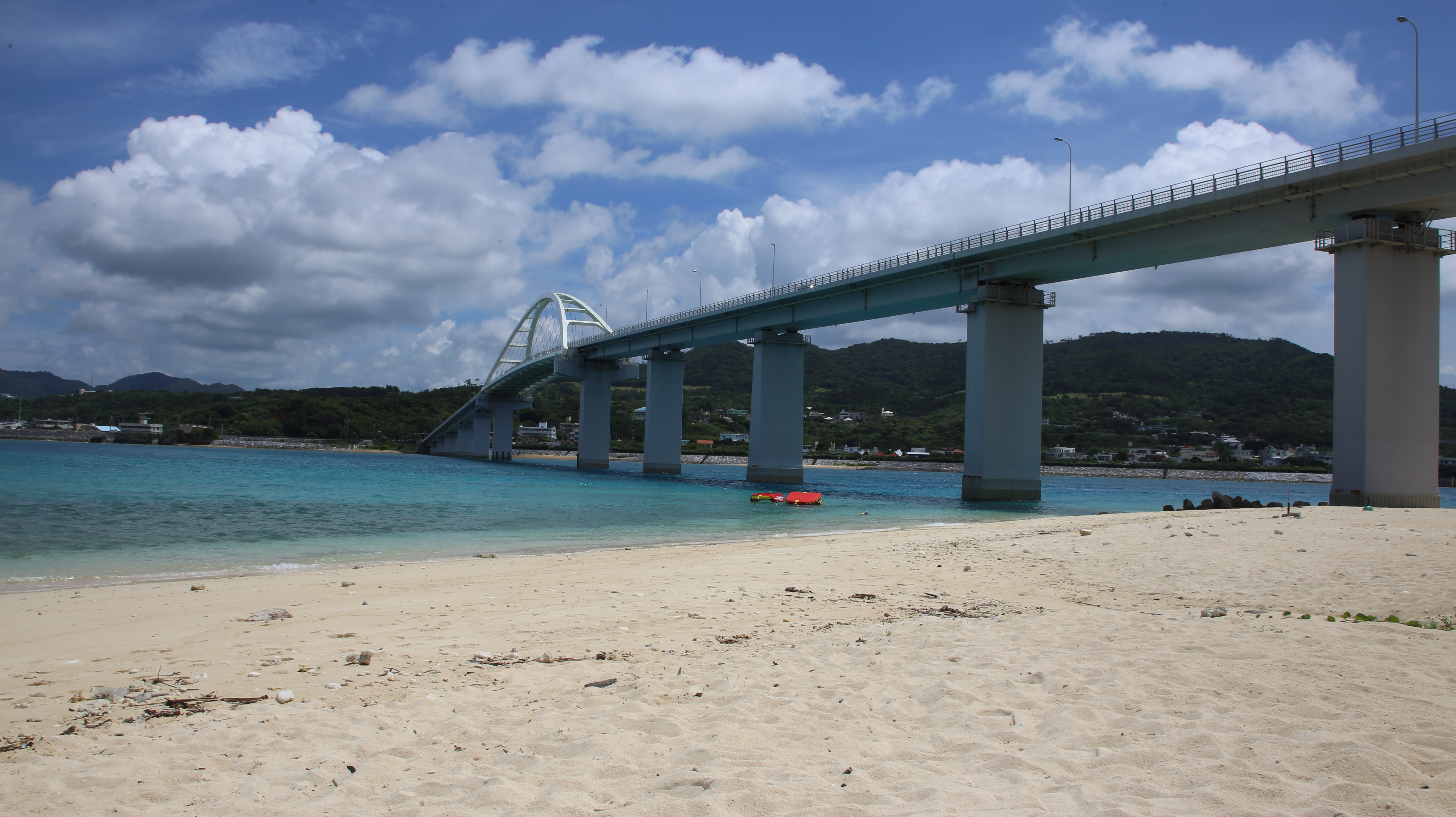
アンチ浜から見た瀬底大橋

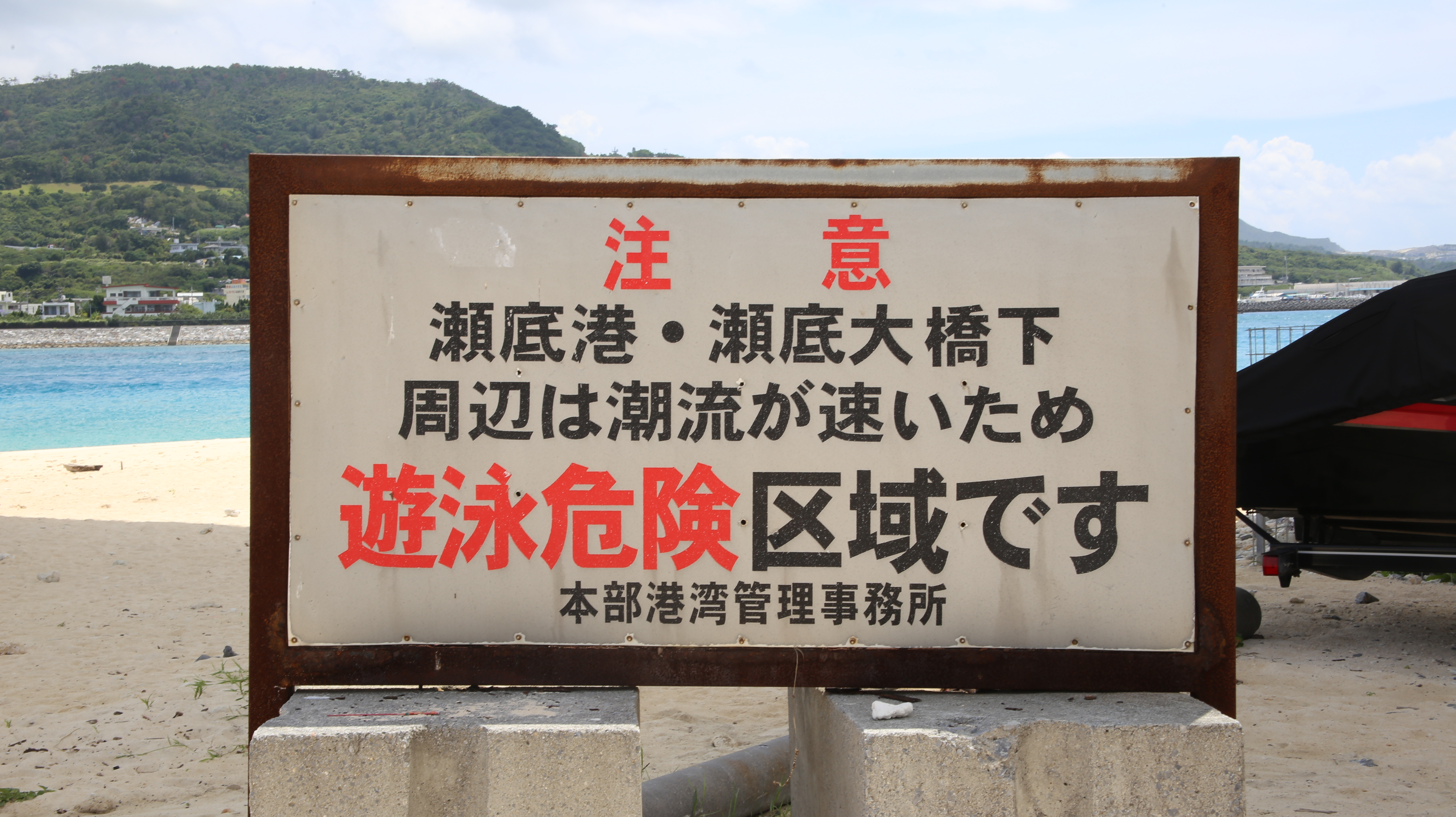
アンチ浜の注意書

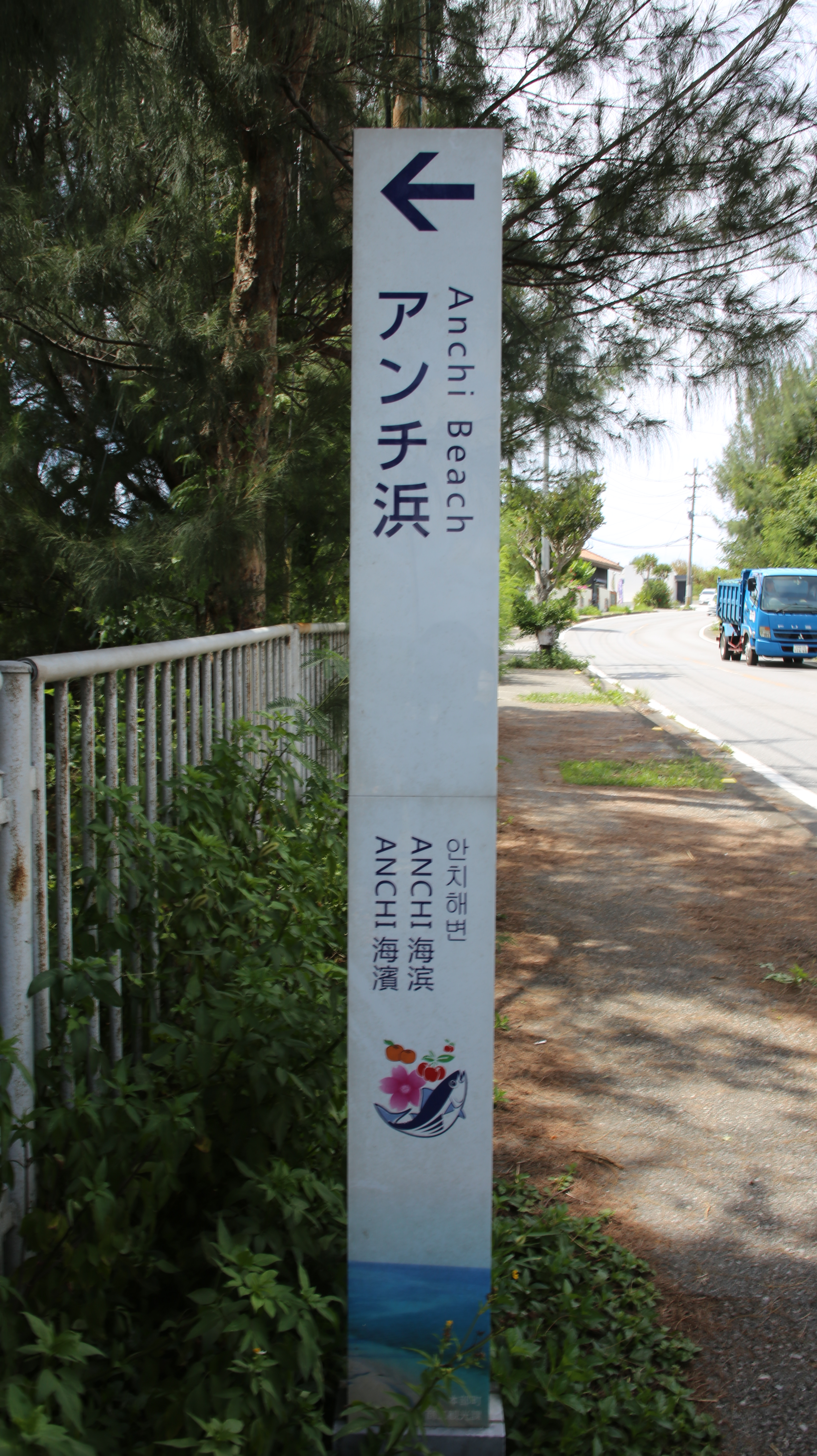
アンチ浜への案内看板

## 概要
アンチ浜は瀬底大橋の真下に位置する海水浴場で、アンチは漢字で安地と表記される。橋の下は海峡のようになっていることから流れが速く急なため遊泳禁止となっている。しかし、それ以外の場所では年間を通してクラゲ防止ネットがなく、監視員もいないことから自由に泳げる場所だと言える。夏季には、海の家やバーベーキュー施設もオープンしており、ビーチサイドに仮設のトイレ（無料）が設置される。シャワーは夏季のみで、大人250円、子供150円。足洗い場はない。マリンスポーツやシュノーケリングを楽しむことができる。また、ゴミの持ち帰りさえすれば花火をすることも可能。

## 周辺施設
- アンチ浜駐車場(500円/日)
- 白浜食堂
- マリンスポーツ貸出ショップ(徒歩5分圏内)
- ペンションBUBU(徒歩5分圏内)
- ピザ&カフェ UKAUKA(徒歩5分圏内)

## 交通
車
- 沖縄自動車道許田ICから国道58号、国道449号、瀬底大橋を渡り約5分

バス
- 沖縄バス「石嘉波」停留所から徒歩8分